# Мартін Вассальйо Аргуельйо
Мартін Вассальйо Аргуельйо (ісп. Martín Vassallo Argüello; нар. 10 лютого 1980) — колишній аргентинський тенісист.
Найвищу одиночну позицію світового рейтингу — 47 місце досяг 27 квітня 2009, парну — 71 місце — 25 червня 2007 року.
Здобув 1 парний титул.
Найвищим досягненням на турнірах Великого шолома було 4 коло в одиночному розряді.
Завершив кар'єру 2011 року.

## Титули в одиночному розряді
| Легенда (одиночний розряд) |
| Великий шлем (0)           |
| Tennis Masters Cup (0)     |
| Серія Мастерс ATP (0)      |
| Тур ATP (0)                |
| Челлендери (8)             |
| Ф'ючерси (0)               |

| Ранг | Дата              | Турнір       | Покриття | Суперник у фіналі     | Рахунок       |
| ---- | ----------------- | ------------ | -------- | --------------------- | ------------- |
| 1.   | 29 квітня 2002    | Рим          | Ґрунт    | Філіппо Воландрі      | 6–4, 6–0      |
| 2.   | 12 травня 2003    | Кошиці       | Ґрунт    | Ермес Гамональ        | 6–3, 6–3      |
| 3.   | 7 липня 2003      | Оберштауфен  | Ґрунт    | Андреас Сеппі         | 6–1, 6–4      |
| 4.   | 28 липня 2003     | Трані        | Ґрунт    | Франсіско Фогес       | 6–3, 7–5      |
| 5.   | 22 січня 2007     | Сантьяго     | Ґрунт    | Фабіо Фоніні          | 1–6, 7–5, 6–4 |
| 6.   | 6 жовтня 2008     | Асунсьйон    | Ґрунт    | Леонардо Маєр         | 3–6, 6–3, 7–6 |
| 7.   | 20 жовтня 2008    | Буенос-Айрес | Ґрунт    | Рубен Рамірес Ідальго | 6–3, 4–6, 7–5 |
| 8.   | 29 листопада 2008 | Ліма         | Ґрунт    | Серхіо Ройтман        | 6–2, 4–6, 6–4 |

## Часовий графік результатів
| W | Ф | ПФ | ЧФ | #Р | КТ | К# | DNQ | A | NH |

| Турнір                                 | 2002 | 2003 | 2004 | 2005 | 2006 | 2007 | 2008 | 2009 | 2010 | Career В-П |     |
| -------------------------------------- | ---- | ---- | ---- | ---- | ---- | ---- | ---- | ---- | ---- | ---------- | --- |
| Турніри Великого шолома                |      |      |      |      |      |      |      |      |      |            |     |
| Відкритий чемпіонат Австралії з тенісу |      |      |      |      |      | 1р   | 1р   |      | 1р   | 0–3        |     |
| Відкритий чемпіонат Франції з тенісу   | 1р   |      |      |      | 4р   | 2р   | 2р   | 2р   |      | 6–5        |     |
| Вімблдонський турнір                   |      |      | 1р   |      |      | 1р   | 2р   | 2р   |      | 2–4        |     |
| Відкритий чемпіонат США з тенісу       |      |      |      |      |      | 1р   | 1р   | 1р   |      | 0–2        | В-П |
| 0–1                                    | 0–0  | 0–1  | 0–0  | 3–1  | 1–4  | 2–4  | 2–3  | 0–1  | 8–15 |            |     |